# Мелеєшть (Кріуленський район)
Мелеєшть (рум. Mălăiești) — село у Кріуленському районі Молдови. Входить до складу комуни, адміністративним центром якої є село Белебенешть.

## Населення
За даними перепису населення 2004 року у селі проживали 462 особи.
Національний склад населення села:
| Національність | Кількість осіб | Відсоток |
| -------------- | -------------- | -------- |
| молдавани      | 459            | 99,4%    |
| росіяни        | 3              | 0,6%     |
| Всього         | 462            | 100%     |